# Nick Lampson
Nicholas Valentino Lampson dit Nick Lampson est un homme politique américain né le 14 février 1945 à Beaumont (Texas). Membre du Parti démocrate, il représente le Texas à la Chambre des représentants des États-Unis de 1997 à 2005 puis de 2007 à 2009.

## Biographie

### Études et carrière professionnelle
Diplômé d'une maîtrise en éducation de l'université Lamar en 1971, Lampson devient enseignant de biologie dans les écoles publiques de Beaumont puis professeur en immobilier et management à Lamar.
En 1976 , il est élu tax assessor du comté de Jefferson, mandat qu'il conserve durant deux décennies.

### Représentant des États-Unis
Lors des élections de 1996, Lampson se présente à la Chambre des représentants des États-Unis dans le 9e district du Texas face au républicain sortant Steve Stockman. L'élection est considérée comme serrée : si la circonscription est historiquement plutôt favorable aux démocrates, elle comprend également des terres conservatrices. En décembre 1996, il remporte le second tour avec 53 % des suffrages. Il est facilement réélu en 1998, 2000 et 2002, avec toujours plus de 59 % des voix.
Lors des élections de 2004, les circonscriptions sont redécoupées par la législature du Texas et le district de Lampson (désormais le 2e district) devient favorable aux républicains. Il est battu par le juge républicain Ted Poe, ne rassemblant que 43 % des suffrages.
Deux ans plus tard, Lampson se présente dans le 22e district face à Tom DeLay, principal artisan du redécoupage de 2003. Une partie de la circonscription, le comté de Galveston, faisait autrefois partie de son district. Delay démissionne cependant du Congrès peu de temps avant les élections, empêchant les républicains de changer de candidat sur les bulletins. Lampson est élu le 8 novembre 2006 face à la républicaine Shelley Sekula Gibbs (en), qui a dû monter une campagne write-in. Celle-ci remporte cependant l'élection pour terminer les deux mois de mandats de DeLay, élection à laquelle Lampson n'était pas candidat. Il est le premier représentant démocrate du secteur depuis plus de vingt ans. Désormais élu d'un district conservateur, Lampson se montre plus conservateur que durant ses précédents mandats et rejoint la Blue Dog Coalition. Candidat à sa réélection en 2008, il est battu par le républicain Pete Olson (53 % contre 45 %).
Il tente un nouveau retour en politique en 2012, dans le 14e district du Texas qui vient d'être redessiné. Si la circonscription est jusqu'alors représentée par Ron Paul (candidat à l'élection présidentielle) et tend vers les républicains, l'élection est considérée comme serrée. Avec 45 % des suffrages, Lampson est cependant défait par le républicain Randy Weber.